# Северный полюс-29
Северный полюс-29 (СП-29) — советская научно-исследовательская дрейфующая станция. Работала в течение 436 суток в период с 10 июня 1987 года по 19 августа 1988 года. Начальником станции был В. В. Лукин. Скорость дрейфа станции достигала 3,2—3,4 км в сутки. Для работы на станции использовали  вычислительный комплекс состоящий из трёх компьютеров (один главный и два персональных).